# 李世学
李世学（1943年3月—2023年9月19日），男，汉族，山东淄博人，中华人民共和国政治人物，曾任吉林省人大常委会副主任，吉林省总工会主席。